# Lotnisko Zeltweg
Lotnisko Zeltweg (niem. Flugplatz Zeltweg; obecnie Fliegerhorst Hinterstoisser) – austriackie lotnisko wojskowe położone w pobliżu miejscowości Zeltweg w Styrii.
Otworzone w 1937 roku jako główna baza austriackich sił powietrznych. W 1959 roku przystosowane do rozgrywania wyścigów samochodowych. W latach 1963–1964 było areną dwóch Grand Prix Formuły 1, przy czym tylko drugi z tych wyścigów był zaliczany do punktacji mistrzostw. Jego zwycięzcą został Lorenzo Bandini, dla którego był to jedyny triumf w F1.
W latach 1966–1968 rozgrywano tutaj wyścigi Mistrzostw Świata Samochodów Sportowych.
Od 1969 roku tor stracił operatywność po wybudowaniu w pobliskim Spielbergu obiektu Red Bull Ring.

## ZwycięzcyGrand Prix Austrii Formuły 1na torze Zeltweg
| Sezon | Kierowca        | Zespół  |        |
| ----- | --------------- | ------- | ------ |
| 1964  | Lorenzo Bandini | Ferrari | Wyniki |